# Thibaut II de Blois
Pour les articles homonymes, voir Thibaut II, Thibaut de Blois et Blois (homonymie).
Thibaut II de Blois (né vers 983 et mort le 11 juillet 1004), comte de Blois, de Châteaudun, de Chartres, de Provins et de Reims, est le fils aîné d'Eudes Ier et de Berthe de Bourgogne.

## Biographie
Il succède à Eudes Ier sous la régence de sa mère, Berthe, remariée au roi des Francs Robert II le Pieux qui reprend Tours, capturée par Foulques III d'Anjou.
Thibaud meurt d’épuisement en revenant de Rome en 1004, à 19 ans.
Sans héritier comme son oncle avant lui, il laisse les possessions qu’il détient à son petit frère, Eudes II de Blois.